# 杜萬庫利湖
54°35′22″N 61°34′7″E / 54.58944°N 61.56861°E
杜萬庫利湖（俄语：Дуванкуль），是俄羅斯的湖泊，位於該國西南部車里雅賓斯克州，面積40.8平方公里，海拔高度211米，集水區面積166平方公里，平均水深1.9米，最大水深4.2米。